# Silent Hill: Townfall
Silent Hill: Townfall (дословно с англ. — «Тихий холм: Падение города») — компьютерная игра в жанрах психологического survival horror и puzzle-adventure, разрабатываемая шотландской студией No Code по лицензии японской компании Konami и планируемая к выпуску американским издателем Annapurna Interactive. Представляет собой спин-офф — ответвление основной линейки игр серии. На данный момент неизвестна ни примерная дата выхода игры, ни платформы, на которых она будет выпущена.

## Разработка
Разработкой Silent Hill: Townfall занимается шотландская студия No Code, среди наиболее известных и признанных работ которой — инди-игры Observation и Stories Untold в жанре puzzle-adventure.

## Реакция
Бывший редактор сайта DTF Олег Чимде назвал Silent Hill: Townfall «тёмной лошадкой» Konami. Он благоприятно отозвался о предыдущих играх, созданных студией No Code, а также о самих разработчиках, назвав их прекрасными рассказчиками. Олег также выразил уверенность, что игра окажется «крохотным, но душевным» сюжетным симулятором ходьбы. Журналист похвалил Konami, давших лицензию на производство игры инди-студии, так как по его мнению именно в инди-играх появляются наиболее свежие идеи, которые затем становятся актуальны во всей индустрии.